# Episodi di Justified (seconda stagione)
La seconda stagione della serie televisiva Justified, composta da 13 episodi, è stata trasmessa in prima visione negli Stati Uniti d'America dal 9 febbraio al 4 maggio 2011 dal canale FX.
In Italia la stagione è andata in onda sul canale satellitare AXN dal 18 gennaio all'11 aprile 2012.
| nº | Titolo originale     | Titolo italiano          | Prima TV USA     | Prima TV Italia  |
| -- | -------------------- | ------------------------ | ---------------- | ---------------- |
| 1  | The Moonshire War    | Un maniaco pericoloso    | 9 febbraio 2011  | 18 gennaio 2012  |
| 2  | The Life Inside      | Ritorno in miniera       | 16 febbraio 2011 | 25 gennaio 2012  |
| 3  | The I of the Storm   | L'occhio del ciclone     | 23 febbraio 2011 | 1º febbraio 2012 |
| 4  | For Bloody and Money | Regalo di compleanno     | 2 marzo 2011     | 8 febbraio 2012  |
| 5  | Cottonmouth          | Un caso esplosivo        | 9 marzo 2011     | 15 febbraio 2012 |
| 6  | Blaze of Glory       | L'ultimo desiderio       | 16 marzo 2011    | 22 febbraio 2012 |
| 7  | Save My Love         | Una borsa piena di soldi | 23 marzo 2011    | 29 febbraio 2012 |
| 8  | The Spoil            | Sotto protezione         | 30 marzo 2011    | 7 marzo 2012     |
| 9  | Brother's Keeper     | Un figlio geloso         | 6 aprile 2011    | 14 marzo 2012    |
| 10 | Debts and Accounts   | Spalle al muro           | 13 aprile 2011   | 21 marzo 2012    |
| 11 | Full Commitment      | Piena responsabilità     | 20 aprile 2011   | 28 marzo 2012    |
| 12 | Reckoning            | La legge di Bennet       | 27 aprile 2011   | 4 aprile 2012    |
| 13 | Bloody Harlan        | Maledetta Harlan         | 4 maggio 2011    | 11 aprile 2012   |

## Un maniaco pericoloso
- Titolo originale: The Moonshine War
- Diretto da: Adam Arkin
- Scritto da: Graham Yost

### Trama
La stagione riparte dal finale della prima, ovvero lo Sceriffo Gives alle costole dei nipoti di Gio, mandati nel Kentucky per ucciderlo, vendicando la morte del suo braccio destro, Tommy Bucks. Raylan riesce a raggiungerli e a farsi portare a Miami per arrestare Gio. In questa puntata d'inizio vengono introdotti nuovi personaggi rivali alla famiglia di Raylan, ad Harlan: i Bennett che si sono sostituiti al posto del vuoto lasciato dal principale Bo Crowder e dal suo clan.

## Ritorno in miniera
- Titolo originale: The Life Inside
- Diretto da: Jon Avnet
- Scritto da: Benjamin Cavell

### Trama
Raylan e il suo collega Tim Gutterson, devono trasferire una fuggitiva che è in procinto di partorire, ma finiscono per trovarsi inguaiati in un commercio di vite umane. Parallelamente, Boyd cerca di ritornare a farsi una vita civile, mentre i Bennett stanno incrementando il loro Clan.

## L'occhio del ciclone
- Titolo originale: The I of the Storm
- Diretto da: Peter Werner
- Scritto da: Dave Andron

### Trama
Dewey Crowe torna a Harlan per approfittare di una grande ricompensa, ma un contendente più pericoloso mira allo stesso obiettivo. Sia Raylan che Boyd cercano di aiutare Dewey secondo i loro metodi.

## Regalo di compleanno
- Titolo originale: For Bloody and Money
- Diretto da: John Dahl
- Scritto da: Wendy Calhoun

### Trama
Il cognato di Rachel di recente è stato rilasciato sulla parola e Raylan deve fare in modo che il coinvolgimento emotivo di Rachel non influenzi il caso. Parallelamente, Boyd viene avvicinato dalla famiglia Bennett con l'intento paranoico di insabbiare il lavoro investigativo di Raylan.

## Un caso esplosivo
- Titolo originale: Cottonmouth
- Diretto da: Michael Watkins
- Scritto da: Taylor Elmore

### Trama
Raylan ottiene una importante informazione da Dewey riguardante le attività illegali ed economiche dei Bennett, mentre Boyd ha l'obiettivo di raggirarli facendosi aiutare da Ava.

## L'ultimo desiderio
- Titolo originale: Blaze of Glory
- Diretto da: Jon Avnet
- Scritto da: Benjamin Cavell

### Trama
Una rapina in banca, complica ancora di più il rapporto tra Raylan e la sua ex-moglie Winona, mettendola a grossi rischi legali. Art ha raggiunto la possibilità di catturare un fuggitivo che è sulle sue tracce dall'inizio della carriera.